# Chaotic Wonderland
Chaotic Wonderland es el primer EP en japonés del grupo surcoreano Tomorrow X Together. Fue publicado el 10 de noviembre de 2021 por Big Hit Music y Republic Records. Conceptualmente, el disco continúa los temas del álbum The Chaos Chapter: Freeze, lanzado en mayo de 2021. El EP contiene dos versiones en japonés de sencillos lanzados previamente en coreano, así como su primer sencillo en inglés «Magic» y una canción original en japonés titulada «Ito».

## Posicionamiento en listas

### Semanales
| Lista (2021)                            | Mejor posición |
| --------------------------------------- | -------------- |
| Bélgica (Ultratop valona)               | 83             |
| Estados Unidos (Billboard 200)          | 177            |
| Estados Unidos (Billboard World Albums) | 4              |
| Japón (Billboard Hot Albums)            | 1              |
| Japón (Oricon)                          | 1              |

## Historial de lanzamiento
| País           | Fecha                   | Formato                              | Sello                                     | Ref.   |
| -------------- | ----------------------- | ------------------------------------ | ----------------------------------------- | ------ |
| Varios         | 10 de noviembre de 2021 | Descarga digital y streaming         | Big Hit, Republic y Universal Music Japan | [ 9 ]  |
| Japón          | 10 de noviembre de 2021 | CD + DVD                             | Universal Japan                           | [ 10 ] |
| Japón          | 10 de noviembre de 2021 | CD + DVD                             | Universal Japan                           | [ 11 ] |
| Japón          | 10 de noviembre de 2021 | CD                                   | Universal Japan                           | [ 12 ] |
| Japón          | 10 de noviembre de 2021 | CD (Weverse shop Japan exclusive)    | Universal Japan                           | [ 13 ] |
| Japón          | 10 de noviembre de 2021 | CD (Universal Music Store exclusive) | Universal Japan                           | [ 14 ] |
| Estados Unidos | 3 de diciembre de 2021  | CD + DVD                             | UME                                       | [ 15 ] |
| Estados Unidos | 3 de diciembre de 2021  | CD + DVD                             | UME                                       | [ 16 ] |
| Estados Unidos | 3 de diciembre de 2021  | CD                                   | UME                                       | [ 17 ] |